# Sede social do Clube de Regatas do Flamengo

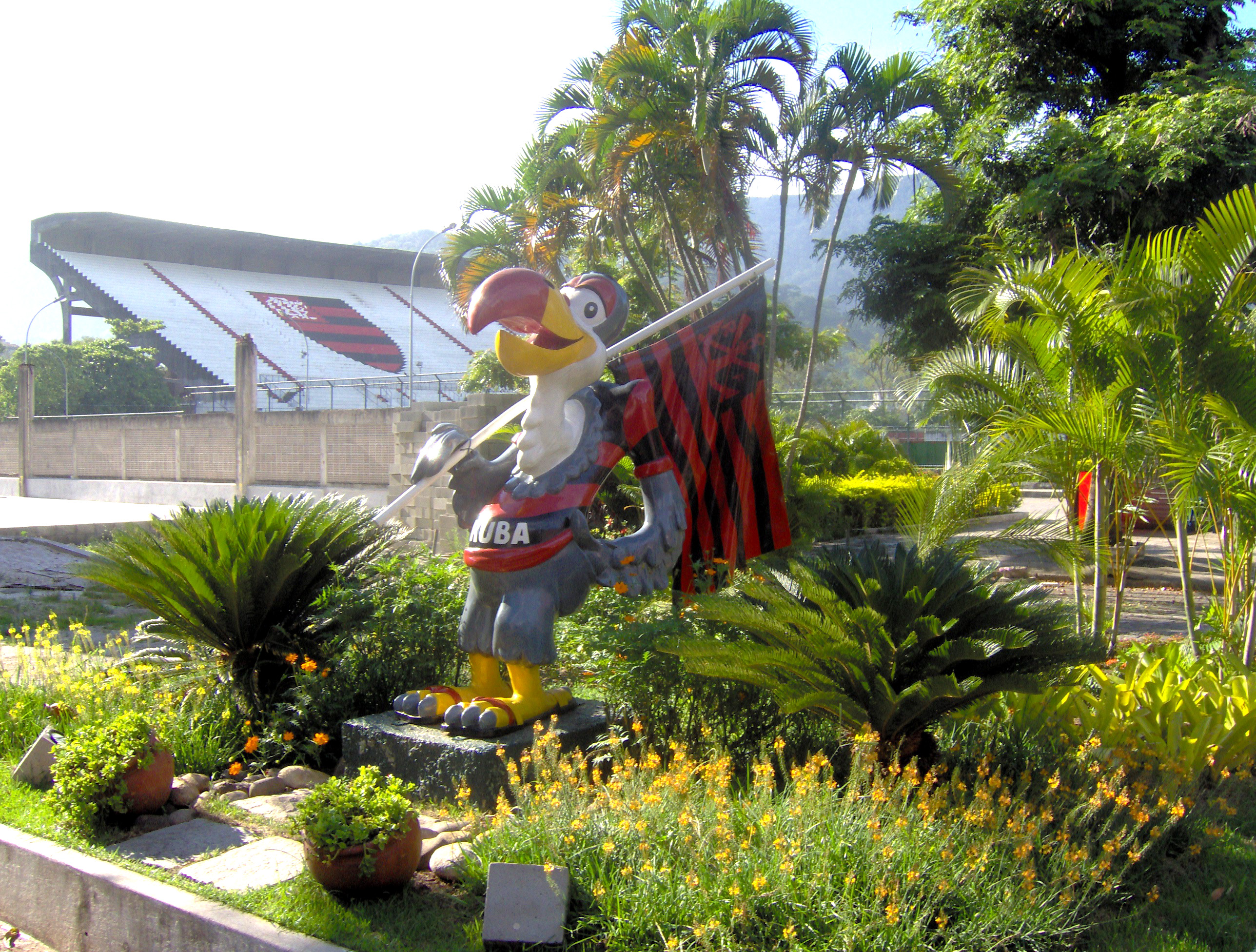
Samuca, o urubu mascote do Flamengo, em estátua na entrada da Sede social do Clube. Ao fundo as arquibancadas do Estádio José Bastos Padilha.

A Sede Social do Clube de Regatas do Flamengo, também conhecida como Sede da Gávea, ou simplesmente por Gávea, é onde está localizada a sede principal do Clube de Regatas do Flamengo.
Ao contrário do que as alcunhas podem sugerir, a Sede da Gávea não fica no bairro da Gávea, mas sim no bairro da Lagoa, em frente à Lagoa Rodrigo de Freitas e no bairro do Leblon, Ficando próximo da estação do metrô Jardim de Alah (a alcunha de Gávea ficou pois o terreno doado ficava na Freguesia da Gávea, conforme antiga divisão administrativa da cidade). No local está, além da sede social e administrativa do clube, um complexo esportivo, onde os sócios podem usufruir do parque aquático, quadras de tênis, o Estádio de futebol, ginásios de basquetebol e voleibol, brinquedos, restaurantes, além de ter locais para realização de festas.[carece de fontes?] Em 2011 foi inaugurado no local o Museu do Flamengo.
A Sede da Gávea foi escolhida pelo Comitê Olímpico dos Estados Unidos (USOC) para ser o local de treinamento de atletas daquele país durante a Olimpíada do Rio de Janeiro.

## História
Em 14 de novembro de 1931, através do decreto municipal 3.686, o Flamengo ficou com o direito de cessão e aforamento do terreno da Lagoa garantido pelo prazo de 60 anos.[carece de fontes?]
Em 28 de dezembro de 1933, o então presidente José Bastos Padilha pagou a taxa de 497 contos de réis e o Flamengo pôde começar as obras de construção do Estádio da Gávea.[carece de fontes?]
Atualmente, além da parte social, existe no local ginásios para disputa e treinamentos de esportes olímpicos. No Ginásio Hélio Maurício próximo as quadras de tênis há a realização de atividades ligadas ao basquetebol, no Ginásio Togo Renan Soares, o Kanela, debaixo da arquibancada do Estádio da Gávea há realização de atividades ligadas ao voleibol e ao futsal. No Ginásio Cláudio Coutinho, acontecem treinamentos da equipe de ginástica artística. A natação também tem seu espaço nas piscinas do Parque Aquático Fadel Fadel. Além disso, o Estádio José Bastos Padilha, mais conhecido como Estádio da Gávea, é o antigo local onde o time de futebol do Flamengo mandava seus jogos de pequeno porte. Atualmente, o campo é utilizado para treinamentos da equipe. Do outro lado da rua da sede, junto à Lagoa Rodrigo de Freitas, encontra-se a base de treinamentos do remo rubro-negro.
Na gestão Patrícia Amorim, houve uma consideravel melhora na área social, o que fez com que os sócios voltassem a aparecer. Em 2018, na gestão Eduardo Bandeira de Mello, uma nova revitalização, que priorizou o ambiente familiar no espaço

### Arrendamento para o Consórcio Plaza para a construção de um Shopping
Em 1996, na gestão Kléber Leite, o Flamengo contraiu empréstimo de R$ 6 milhões junto ao Consórcio Plaza para a contratação do atacante Edmundo. Em troca, o consórcio arrendaria a Sede da Gávea por 25 anos para a construção de um shopping.
Como o empreendimento não saiu do papel, e a verba já havia sido aplicada na contratação de Edmundo, desde 2002, a disputa judicial entre Flamengo e Consórcio Plaza se arrasta nos tribunais. A dívida se multiplicou e, em 2018, ela era avaliada em R$ 90 milhões. No entender de Kléber Leite, a condição para o recebimento pelo clube de R$ 6 milhões era a aprovação da construção do shopping na Gávea, o que chegou efetivamente a ser aprovado. Mas a confissão do presidente do Consórcio José Isaac Perez de que havia corrompido vereadores, que aprovaram o empreendimento na Câmara, levou o governador Anthony Garotinho a revogar a decisão.
O caso se arrasta há anos no Tribunal de Justiça do Estado do Rio de Janeiro, com derrotas recentes para o clube da Gávea. Em 2016, o Conselho Deliberativo do clube aprovou acordo para o pagamento da dívida, acordada entre as partes em R$ 61 milhões. Conselheiros do clube, porém, defendiam que a cobrança deste valor fosse feita ao ex-presidente Kleber Leite, que se defendia afirmando que o contrato foi rompido pelo Consórcio Plaza, mesmo com o Flamengo cumprindo todos os itens do acordo firmado. Em 2017, o Conselho Deliberativo do clube aprovou que Kléber Leite ressarcisse o erário do clube com o montante da dívida paga. Em 2018, o Conselho Deliberativo do clube suspendeu os direitos associativos do Kléber Leite por 10 meses.

## Ginásios e arenas do Complexo Esportivo
Por ordem alfabética

### Arena de Beach Soccer Maestro Júnior
A Arena de Beach Soccer Maestro Júnior fica dentro da sede da Gávea, e foi inaugurada em 21 de julho de 2012 para partidas de futebol de areia. Ela recebeu este nome em homenagem a Junior, jogador com o maior número de jogos com a camisa do clube e com passagem pela modalidade após a aposentadoria dos campos.

### Estádio José Bastos Padilha
O Estádio José Bastos Padilha (Estádio da Gávea), é o local mais conhecido da sede da Gávea, já que foi, durante muito tempo, o local onde a equipe de futebol do clube fazia seus treinamentos.

### Ginásio Cláudio Coutinho

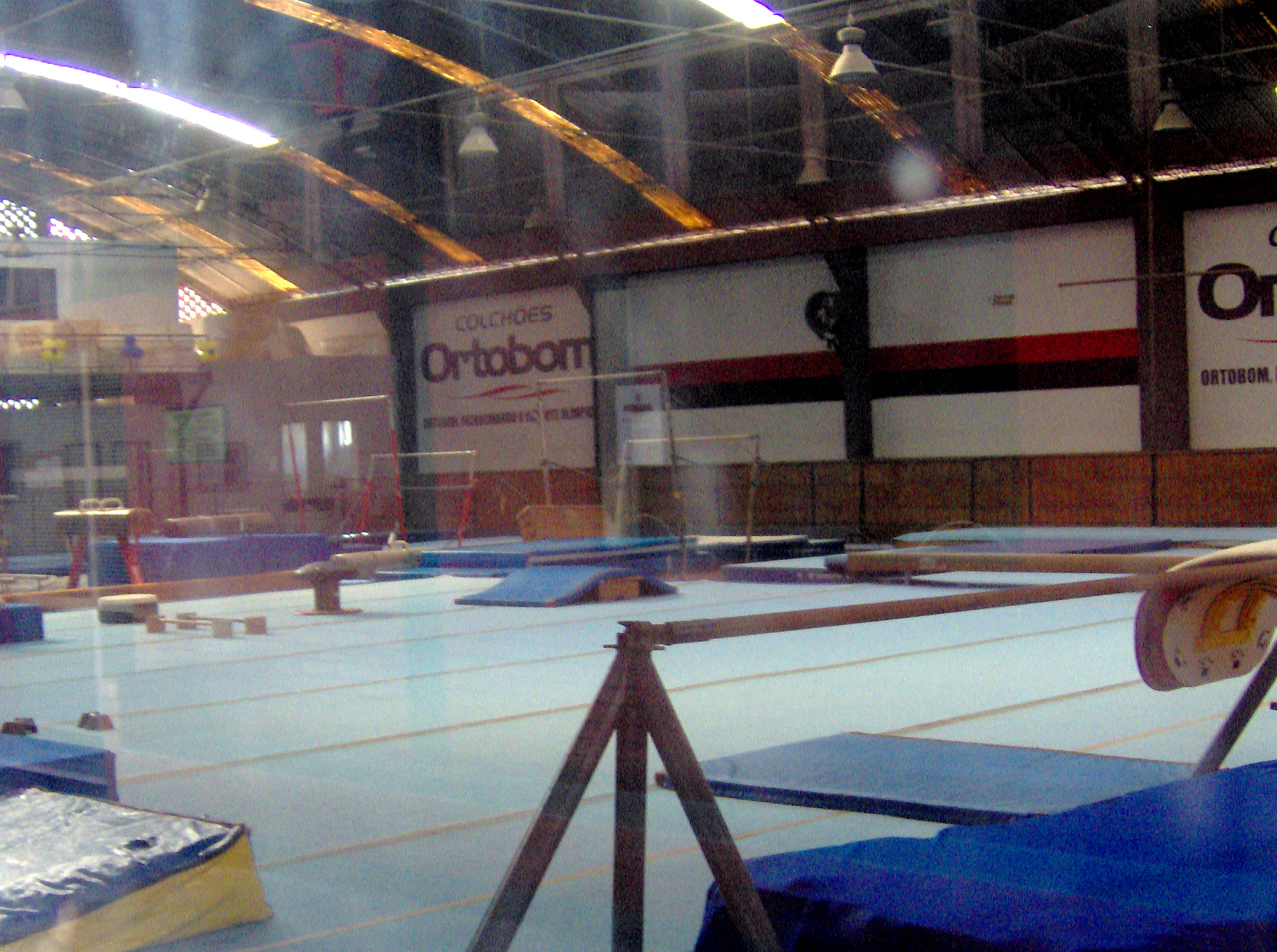
Interior do Ginásio Cláudio Coutinho

O Ginásio Cláudio Coutinho é onde ficam os equipamentos para a prática da ginástica artística. Em novembro de 2012, o ginásio virou notícia por ter sido atingido por um incêndio. Três anos depois, o ginásio foi reinaugurado.

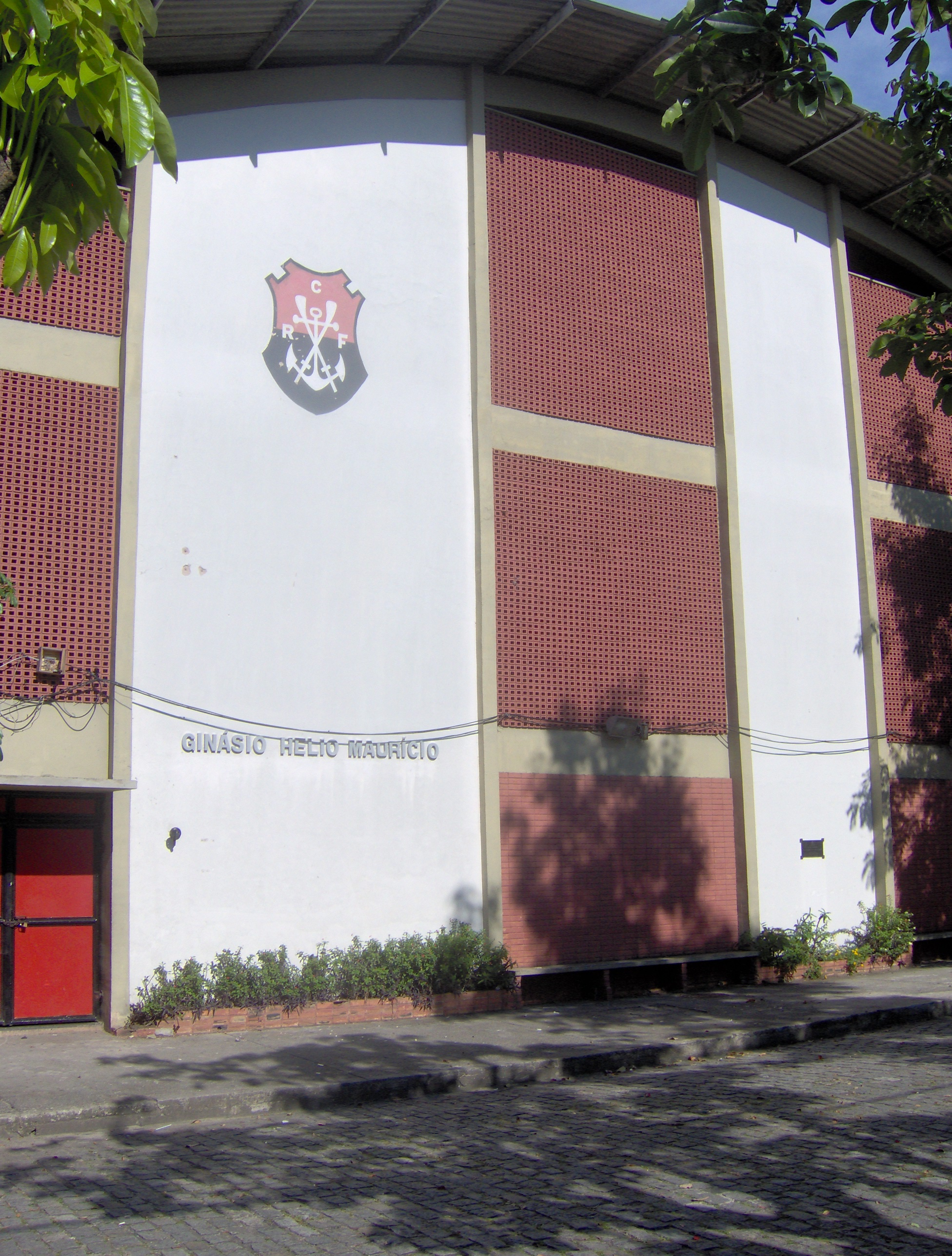
Fachada externa do Ginásio Hélio Maurício

### Ginásio Hélio Maurício
O Ginásio Hélio Maurício é um ginásio apropriado para os jogos de basquetebol. Inaugurado em 1990, ele tem capacidade para 1 000 torcedores. Foi ali, por exemplo, que o FlaBasquete disputou e venceu a final da Liga de Desenvolvimento de Basquete 2013.
Gilberto Cardoso Filho, presidente do Flamengo em 1989 e 1990, contou um fato curioso sobre o ginásio. Segundo ele, o ginásio foi importante quando da contratação do atacante Gaúcho, campeão brasileiro de futebol pelo clube: "Aluguei o ginásio Hélio Maurício, que havíamos inaugurado, para a TV Globo fazer o programa do Faustão e recebemos 30 mil dólares. Depois mais 30 mil dólares por um show do grupo musical Oingo Boingo. Tudo no ginásio. E ainda fizemos mais um evento para completar o dinheiro", revela.

### Ginásio Togo Renan Soares
O Ginásio Togo Renan Soares, que tem esse em homenagem ao ex-basquetebolista Kanela, é um ginásio poliesportivo onde são disputados jogos de vôlei e futsal. Até 1989, era onde também treinava o time de basquete. Sua capacidade é para 800 torcedores. Sua localização é embaixo da arquibancada do campo de futebol.
Graças a uma parceria firmada no fim de 2011 do Rubro-Negro com o Comitê Olímpico dos Estados Unidos — que usou o espaço como centro de treinamento durante as Olimpíadas de 2016 — o ginásio foi totalmente reformado.

### Parque Aquático Fadel Fadel

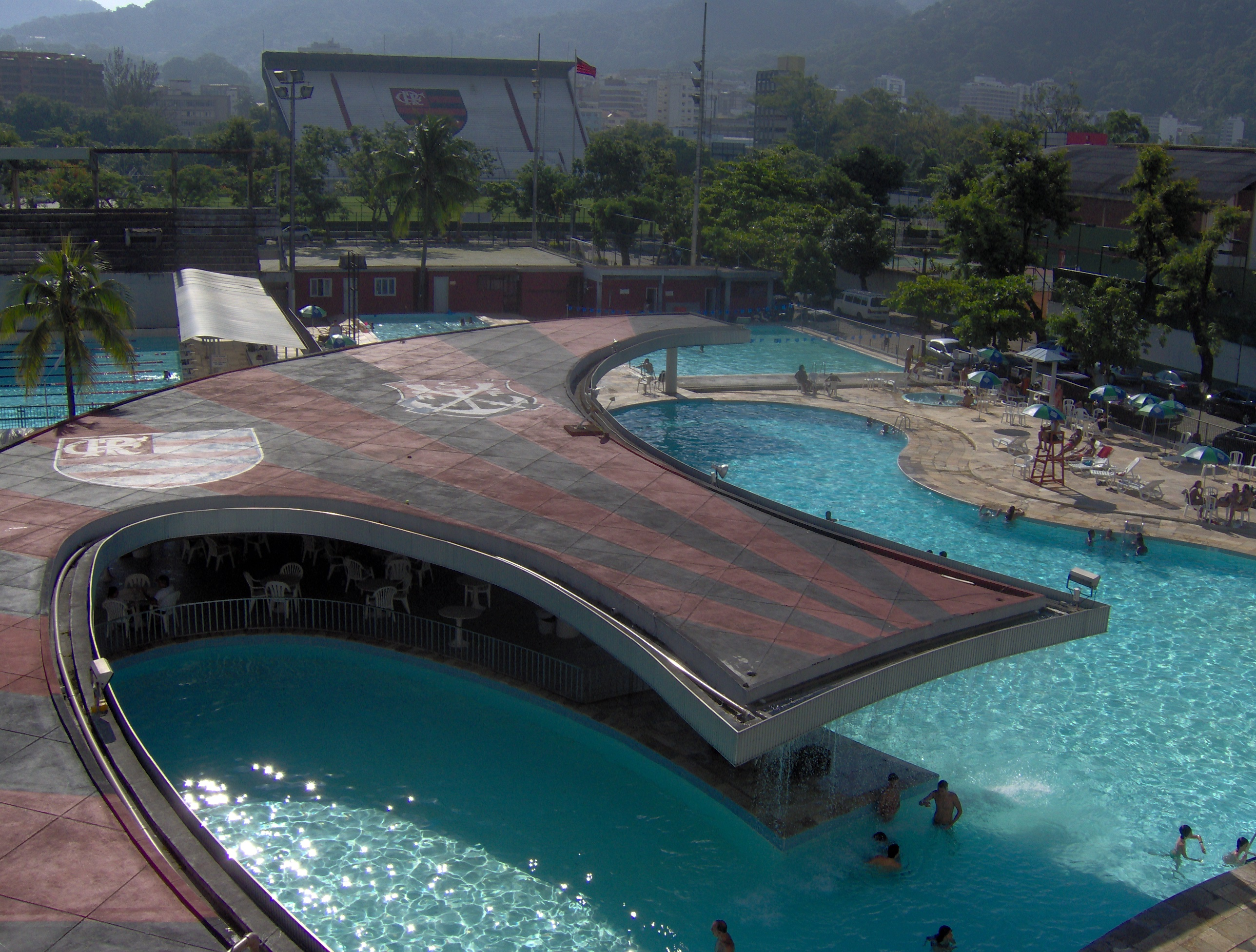
Imagem do Parque Aquático Fadel Fadel

O Parque Aquático Fadel Fadel é o espaço no clube destinado à prática de esportes aquáticos. A piscina social foi inaugurada em 1963, durante a gestão do presidente Fadel Fadel. Em 1965, o mesmo presidente inaugura a piscina olímpica, montando o melhor parque aquático do Rio de Janeiro, na época.

### Piscina Daltely Guimarães
A Piscina Daltely Guimarães é uma piscina olímpica que fica dentro do Parque Aquático Fadel Fadel, que começou a ser construída em 20 de março de 2015 e foi inaugurada em 23 de julho de 2016, na gestão Eduardo Bandeira de Mello. Ela foi batizada em homenagem a Daltely Guimarães, um dos mais vitoriosos técnicos de natação do país. Além disso, cada uma das dez raias ganhou o nome de ex-atletas da natação do Flamengo, a saber:
- Raia 0 - Mariana Brochado
- Raia 1 - Fernando Scherer
- Raia 2 - Cristiana Lôbo / Fernanda Veirano
- Raia 3 - Ricardo Prado
- Raia 4 - Patrícia Amorim
- Raia 5 - Família Rômulo Arantes
- Raia 6 - Fernando Carsalade
- Raia 7 - Jorge Fernandes
- Raia 8 - Maria Elisa Guimarães
- Raia 9 - Marcelo Jucá

Precisou ser construída, pois a antiga não tinha as medidas mínimas exigidas pela Federação Internacional de Natação (FINA).

### Sede Náutica
Apesar de ficar localizado do outro lado da rua, em frente a sede social da Gávea, na Avedida Borges de Medeiros, na Lagoa Rodrigo de Freitas, a Sede náutica do Clube faz parte do complexo esportivo da sede social do clube.

## Outros Locais Importantes
Por ordem alfabética

### Auditório Rogerio Steinberg
O Auditório Rogerio Steinberg é um auditório localizado na Sede social do clube. É lá que eventos importantes para o clube costumam acontecer, como por exemplo, a apresentação de jogadores para a imprensa.

### Bustos e Estátuas
Varios personalidades da historia do clube, estão representadas em bustos e estátuas distribuídas pela sede, a saber:
| #  | Data | Estátua/Busto                            | Info | Ref.   |
| -- | ---- | ---------------------------------------- | --- | ------ |
| 01 |      | Estátua do Samuca                        | O urubu mascote do Flamengo |        |
| 02 |      | Busto do José Agostinho Pereira da Cunha | Fundador do Flamengo |        |
| 03 |      | Estátua do Gilberto Cardoso              | Ex-presidente do clube |        |
| 04 | 1996 | Estátua do Buck                          | - Remador e Treinador do Remo - A estátua está localizada na Sede náutica do Clube, que fica do outro lado da rua, na Lagoa Rodrigo de Freitas. | [ 31 ] |
| 05 | 2011 | Busto do Carlinhos Violino               | Ex-futebolista e ex-treinador de futebol do clube                                                                                               | [ 32 ] |
| 06 | 2013 | Estátua do Zico                          | - Ex-futebolista. Campeão do mundo em 1981. - Maior jogador da história do clube                                                                | [ 33 ] |
| 07 | 2017 | Busto do Maestro Júnior                  | Ex-lateral esquerdo/Meia. Campeão do mundo em 1981.                                                                                             | [ 34 ] |
| 08 | 2019 | Busto do Leandro                         | Ex-lateral direito/Zagueiro. Campeão do mundo em 1981.                                                                                          | [ 35 ] |
| 09 | 2019 | Busto do Nunes                           | Ex-futebolista. Campeão do mundo em 1981. | [ 36 ] |
| 10 | 2019 | Busto do Adílio                          | Ex-futebolista. Campeão do mundo em 1981. | [ 37 ] |
| 11 | 2020 | Busto do Andrade                         | Ex-futebolista. Campeão do mundo em 1981. | [ 38 ] |
| 12 | 2021 | Busto do Raul Plassmann                  | Ex-futebolista. Campeão do mundo em 1981. | [ 39 ] |
| 13 | 2021 | Busto do Mozer                           | Ex-futebolista. Campeão do mundo em 1981. | [ 39 ] |
| 14 | 2022 | Busto do Lico                            | Ex-futebolista. Campeão do mundo em 1981. | [ 40 ] |

### Capela de São Judas Tadeu
São Judas Tadeu é considerado o santo padroeiro do Flamengo. Por isso ele possui uma capela na sede social da Gávea.

#### CineFla
O CineFla, um cinema, fica localizado dentro do Auditório Rogerio Steinberg.

### Escadaria com o hino do clube
A Escadaria com o hino do clube é uma escadaria de 19 degraus que leva até o hall de entrada do clube, e nela está esta escrito nos degraus os versos do hino popular, "Uma vez Flamengo, Sempre Flamengo".

### Museu do Flamengo
O Museu Flamengo foi inaugurado em 15 de novembro de 2011 e é uma das atrações da sede social do clube.
Um projeto de expansão do museu começou em 2021, e em 05 de agosto de 2023 o espaço foi reinaugurado. Ao final do projeto, com previsão para ser concluído em 2025, o espaço terá 2.000 m².

### Posto Mengão
O Posto Mengão foi um posto de gasolina que foi usado durante muito tempo como ponto de encontro da galera após a noitada.. O local onde o posto foi instalado pertence à Sede da Gávea, e seu aluguel servia como fonte de renda pro clube
Em meados dos anos 2000 o contrato não foi renovado e o posto fechou. O clube passou a utilizar o local, então, como estacionamento da sua sede. Em 2023, o local passou a ser ocupado por um restaurante de alto padrão.

### Sala dos Presidentes
Sala com a foto de todos os presidentes da história do clube.